# 伊予大洲站
伊予大洲站（日语：／ Iyo-ōzu eki */?）是位於日本愛媛縣大洲市，隸屬於四國旅客鐵道（JR四國）的鐵路車站。車站編號為U14及S18。本站是大洲市的中心車站，同時也是新舊予讚線（俗稱山線及海線）的西邊交匯車站，予讚線由本站起至東邊的向井原站會一分為二，普通列車會平分於山線及海線行走；而特急列車則全經山線運行；至於觀光列車則行走海線。相比另一端的交匯點向井原站只停靠普通列車，本站全日停靠所有特急列車（即宇和海号）

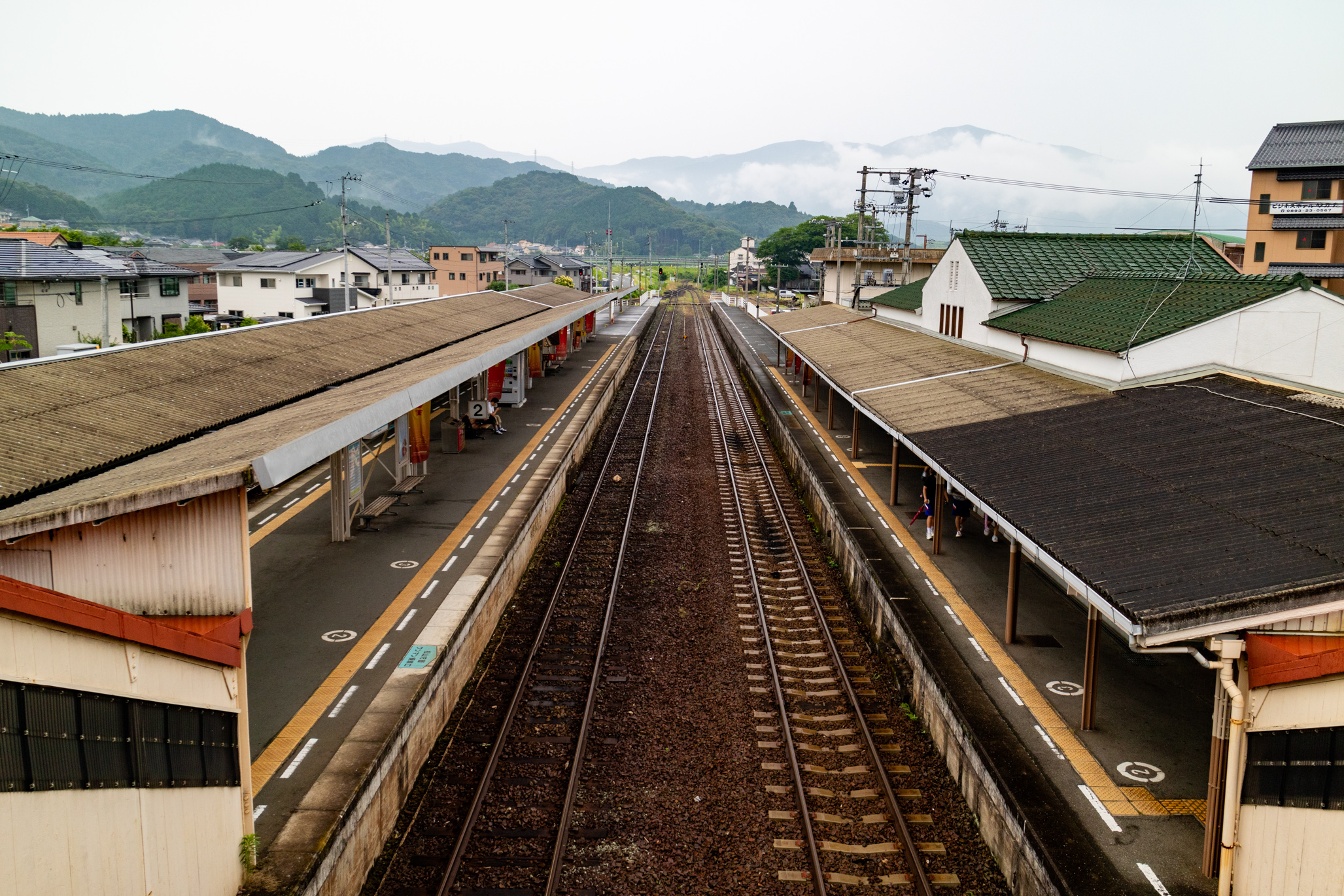
月台全景（2015年7月）

## 歷史
- 1918年2月14日：隨愛媛鐵道長濱町站（即現時伊予長濱站）～本站開業而啟用，稱為「大洲站」。
- 1933年10月1日：愛媛鐵道國有化，改稱為「伊予大洲站」[1]。
- 1986年3月3日：予讚線新線開通，特急列車改經內子線及新線前往松山方向，內子線普通列車亦由五郎站改為由本站起訖。
- 1987年4月1日：日本國鐵分割民營化，車站的營運由JR四國繼承。
- 1994年：增設綠窗口。

## 車站構造
側式月台1面1線與島式月台1面2線，合計2面3線的地面車站。
直營站，設有綠窗口（早上－黃昏營業、清晨、深夜無人）與自動售票機。

### 月台配置
（站舍側起）
| 月台 | 路線                        | 方向 | 目的地                     | 備註           |
| ---- | --------------------------- | ---- | -------------------------- | -------------- |
| 1    | ■予讚線                     | 下行 | 八幡濱、卯之町、宇和島方向 |                |
| 2    | ■予讚線（途經內子線）       | 上行 | 內子、松山、岡山方向       |                |
| 2    | ■予讚線（途經愛之伊予灘線） | 上行 | 伊予長濱、松山方向         |                |
| 3    | ■予讚線                     | 下行 | 八幡濱、卯之町、宇和島方向 | 只限一部分普通 |
| 3    | ■予讚線（途經內子線）       | 上行 | 內子、松山方向             | 只限一部分普通 |
| 3    | ■予讃線（途經愛之伊予灘線） | 上行 | 伊予長濱、松山方向         | 只限一部分普通 |

## 相鄰車站
四國旅客鐵道（JR四國）
■予讚線
■特急「宇和海」
內子（U10） - 伊予大洲（U14） - 八幡濱（U18）
■普通
新谷（U13）－（伊予若宮信號場）－伊予大洲（U14）－西大洲（U15）
■予讚線（海線、「有愛伊予灘線」）
■旅遊列車「伊予灘物語」
下灘（S09）－伊予大洲（S18）－八幡濱（U18）
■普通
五郎（S17）－（伊予若宮信號場）－伊予大洲（S18）－西大洲（U15）

## 外部連結
- JR四國伊予大洲站（舊網頁存檔）（日語）